# FSC (企業)
株式会社FSC（エフ・エス・シー、英: FSC CO. Ltd.）は、京都市下京区西七条東八反田町に本社を置く運送会社。近畿地方を中心に中四国から九州、一部関東までの配送を手掛ける。

## 概要
昭和39年（1964年）に京都府京都市下京区で、キョーカ運送株式会社（旧名：京果運送株式会社）として設立。平成29年（2017年）、社名を「株式会社FSC」と改めた。京都では半世紀にわたって青果物の流通業に携わっており、現在は京都中央卸売市場と隣接した立地を生かし、近～中距離の冷蔵輸送の青果物に特化したサービスを行っている。

### 沿革
- 1964年11月（昭和39年） - キョーカ運送株式会社（旧名：京果運送株式会社）を設立。
- 2017年12月（平成29年） - 株式会社FSCに商号変更。

## 車輌
4トンの冷蔵車が主力で、一部2トンや10トンのトラックも使用している。